# جان كوربيل
جان كوربيل هو سياسي كندي، ولد في 7 يناير 1934 في مونتريال في كندا، وتوفي في 25 يونيو 2002. نشط حزبياً في الحزب الكندي التقدمي المحافظ. وقد انتخب عمدة وانتخب عضو مجلس العموم الكندي.